# Ligne de tramway 523
La ligne 523 est une ancienne ligne de tramway vicinal de la Société nationale des chemins de fer vicinaux (SNCV) qui reliait Étalle à Villers-devant-Orval. 
Elle était connectée au réseau ferroviaire à voie normale État belge (devenue SNCB en 1926) en gare de Saint-Vincent - Bellefontaine (ligne 165 "Athus - Meuse" et de Sainte-Marie-sur-Semois (ligne 155 "Marbehan - Virton - France".
Le seul dépôt se trouvait en tête de ligne, à Etalle. Une remise permettait également d'héberger un convoi (et son équipe de conduite) la nuit à l'autre extrémité de la ligne, à Villers-devant-Orval. La ligne était dotée de deux locomotives à vapeur. Le service prévoyait un croisement à Sainte-Marie, où les trains "descendant" pouvaient avoir jusqu'à une heure de battement (pour assurer le croisement, le transbordement et surtout la correspondance avec les trains des chemins de fer de l'État belge).  Une voie d'évitement permettait également un croisement à Tintigny.

## Histoire
La ligne est mise en service en 1908: le 1er février entre Étalle et Bellefontaine et le 9 décembre entre Bellefontaine et Villers-Devant-Orval.
Dans un premier temps, elle est exploitée par la SA "Messieurs Janssens et Surny", mais en 1911, la concession passe à la SA des Chemins de Fer Provinciaux (CFP), comme les trois lignes du groupe d'Arlon. 
L'occupant démonte la voie en 1917. Jugée moins prioritaire, la repose n'interviendra qu'en 1921. La concession est alors reprise par la SNCV. Les années 1920 seront les plus belles années de la ligne, avec jusqu'à sept trajets et un demi trajet. Cet essor sera interrompu par la Grande Dépression qui touche de plein fouet l'économie mondiale, jusqu'au plus profond de ses campagnes. Le nombre de trajets quotidiens est ramené à deux seulement (plus un demi trajet limité à Sainte-Marie) dès 1929. Une seule locomotive suffit donc. 
En 1931, le tram ne circule même plus tous les jours. Seuls quatre trajets par semaine restent à l'horaire (un sens par jour). Le tram est encore nécessaire pour les lourds et longs wagons de bois, le reste du service est assuré par les premiers autobus sur pneus (contrairement à la ligne voisine de Marbehan à Sainte-Cécile ou l'on en testa dès 1924 une version sur rail).
La ligne ferme aux voyageurs et aux marchandises en 1935.

## Musée du tram en Luxembourg belge
Le 1° mai 2003, dans l'un des bâtiments de la remise de Villers-devant-Orval, fut inauguré un musée. Quelques remorques vicinales (dont deux issues du parc de l'ex Trimbleu) et une locomotive à vapeur (attestée par les images d'archive Google street view) étaient présentées, de même qu'une pièce dédiée aux peintures de Paul Delvaux et une autre à l'histoire vicinale de la province.